# Boží trůn

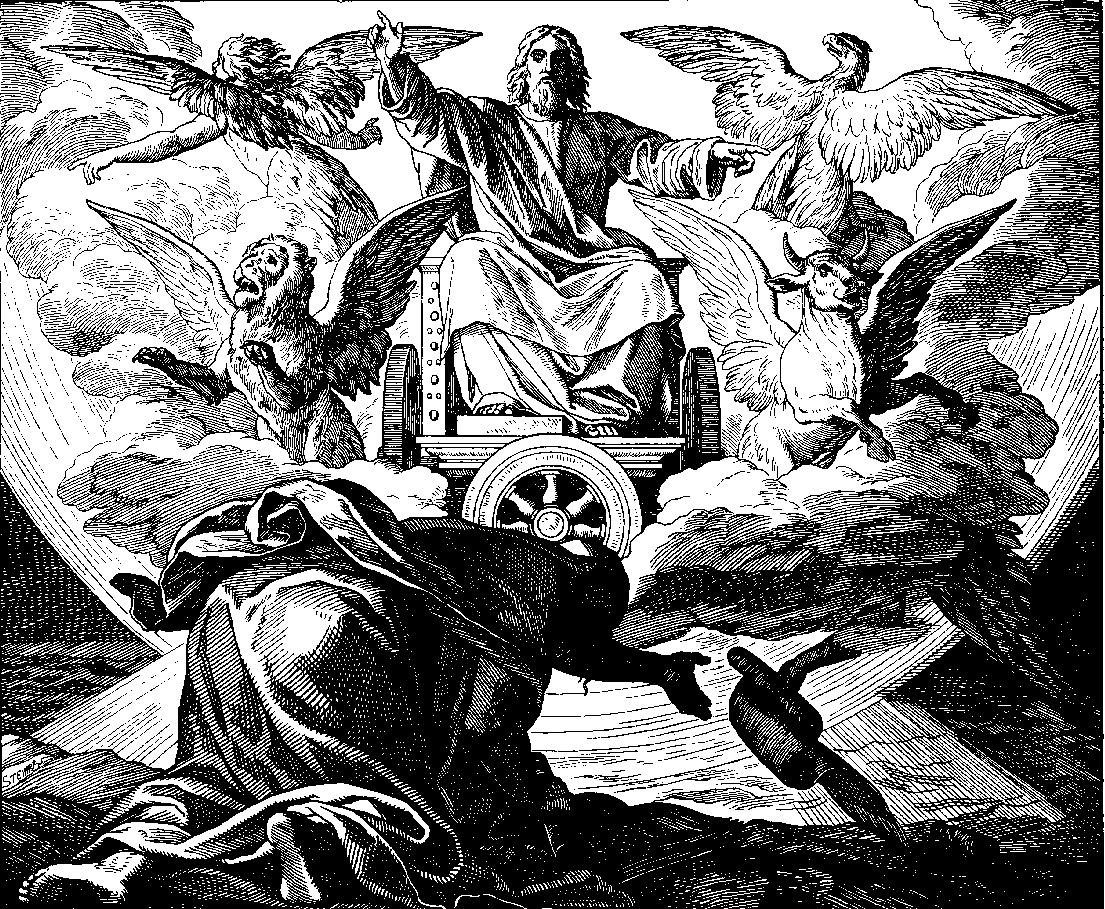
Ezechielovo vidění je zobrazeno na dřevorytu Julia Schnorra von Karolsfeld z roku 1860

Boží trůn je centrem Boží vlády v abrahámovských náboženstvích: především v judaismu, křesťanství a islámu. Různé svaté knihy uvádějí, že trůn sídlí za sedmým nebem, které se v judaismu nazývá Aravot (hebrejsky עֲרָבוֹת).

## Judaismus
Micheáš – 1Král 22, 19 (Kral, ČEP), Izajáš – Iz 6 (Kral, ČEP), Ezechiel – Ez 1 (Kral, ČEP) a Daniel – Dan 7, 9 (Kral, ČEP) hovoří o Božím trůnu, ačkoli někteří filozofové, jako Sa'adja Ga'on a Maimonides, vykládali tyto zmínky o „trůnu“ jako alegorii.
Nebeský trůnní sál nebo trůnní místnost Boží je podrobnějším představením trůnu. Slouží k zobrazení trůnního sálu nebo božského dvora.

### Micheášovo vidění trůnního sálu
Micheášovo (nezaměňovat s Micheášem, prorokem z knihy Micheášovy) rozsáhlé proroctví – 1Král 22, 19 (Kral, ČEP) je prvním podrobným vyobrazením nebeského trůnního sálu v judaismu.

### Zachariášovo vidění trůnního sálu
Zachariáš – Zach 3 (Kral, ČEP) líčí vizi nebeského trůnního sálu, kde se satan a Hospodinův anděl přou o velekněze Jozueho v době jeho vnuka velekněze Eliášiba. Mnozí křesťané to považují za doslovnou událost, jiní, jako například Goulder (1998), vidění považují za symbol krize na zemi, například odporu Sanbalata Horonského.

### Izajáš
V 6. kapitole Izajáše – Iz 6 (Kral, ČEP) vidí Izajáš Hospodina, jak sedí na trůnu, vysoko a vznešeně, a lem jeho roucha (plášť) naplňuje chrám. Nad trůnem stáli Serafíni (andělské bytosti) a každý z nich měl šest křídel. Dvěma křídly si zakrývali tvář, dvěma si zakrývali nohy a dvěma létali. Serafíni na sebe volali: „Svatý, svatý, svatý je Pán zástupů“ (některé překlady to titulují jako „Pán nebeských vojsk“ nebo „Pán všemohoucí“). Jejich hlasy otřásaly chrámem v základech a celá budova se naplnila dýmem.

### Šalomounova moudrost
V apokryfní Knize moudrosti se v modlitbě, kterou Šalomoun prosí Boha o moudrost, žádá, aby byl „seslán od trůnu tvé slávy“.

### Svitky od Mrtvého moře
Pojem nebeského trůnu se objevuje ve třech textech svitků od Mrtvého moře. Později se spekulace o Božím trůnu staly tématem merkavské mystiky.

## Křesťanství

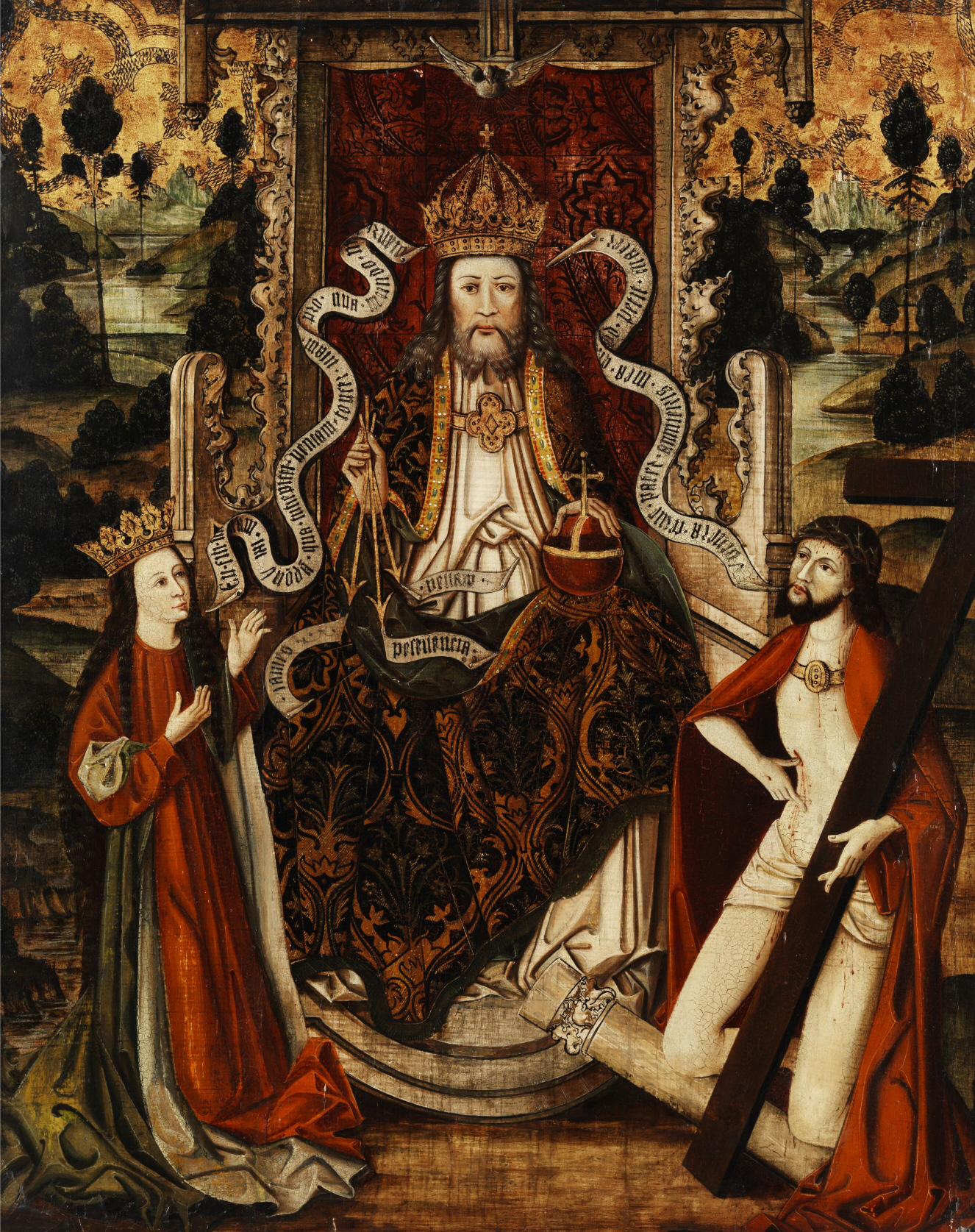
Bůh Otec na trůně, Vestfálsko, Německo, konec 15. století.

V Novém zákoně se o Božím trůnu hovoří v několika podobách, včetně nebe jako Božího trůnu, Davidova trůnu, trůnu slávy, trůnu milosti a mnoha dalších. Nový zákon pokračuje v židovském označování samotného nebe jako „Božího trůnu“, ale také lokalizuje Boží trůn jako „v nebi“ a má sekundární místo po pravici Boží pro Kristovo sezení.

### Zjevení Janovo
Kniha Zjevení popisuje sedm Božích duchů, kteří obklopují trůn, a její autor si přeje, aby jeho čtenáři v sedmi asijských církvích byli požehnáni milostí od Boha, od sedmi, kteří jsou před Božím trůnem, a od Ježíše Krista v nebi. Uvádí, že před trůnem se zdá být „moře ze skla, průzračné jako křišťál“, a že trůn je obklopen lvem, volem, člověkem a letícím orlem; všichni mají šest křídel a jsou pokryti očima a neustále opakovaně volají „Svatý, svatý, svatý je Pán Bůh všemohoucí, který byl, který je a který přijde“. Je také řečeno, že „z trůnu vycházely blesky, hromy a hlasy“.

## Islám
Hlavní článek: Boží trůn v islámu
Podle britského akademika Islama Issy je v islámské teologii největším ze stvoření. Naprostá většina islámských učenců, včetně sunnitů (aš'arí, maturidí a súfíjů), mu'tazilů a šíitů (twelverů a ismá'ilů), věří, že Trůn (arabština: العرش al-'Arsh) je symbolem Boží moci a autority, nikoliv místem, kde Bůh přebývá, zatímco některé islámské směry, jako například karrámisté a salafisté/wahhábisté, věří, že Bůh jej stvořil jako místo, kde přebývá. Korán zobrazuje anděly jako nesoucí Boží trůn a chválící jeho slávu, podobně jako starozákonní obrazy. Ajat al-Kursí (často glosovaný jako „verš o podnoži“) je verš z Al-Baqara, druhé súry Koránu.